# لوئیس میگل اسکالادا
لوئیس میگل اسکالادا (انگلیسی: Luis Miguel Escalada؛ زادهٔ ۲۷ فوریهٔ ۱۹۸۶) بازیکن فوتبال اهل آرژانتین است.
از باشگاه‌هایی که در آن بازی کرده‌است می‌توان به باشگاه فوتبال بوتافوگو، باشگاه فوتبال بوکا جونیورز، باشگاه فوتبال ال‌دی‌یو کیتو، باشگاه فوتبال نیولز اولد بویز، باشگاه فوتبال اسپورتینگ کریستال، باشگاه فوتبال پورتو، و رئال سالت لیک اشاره کرد.